# Robert Parker Parrott
Pour les articles homonymes, voir Parker et Parrott.

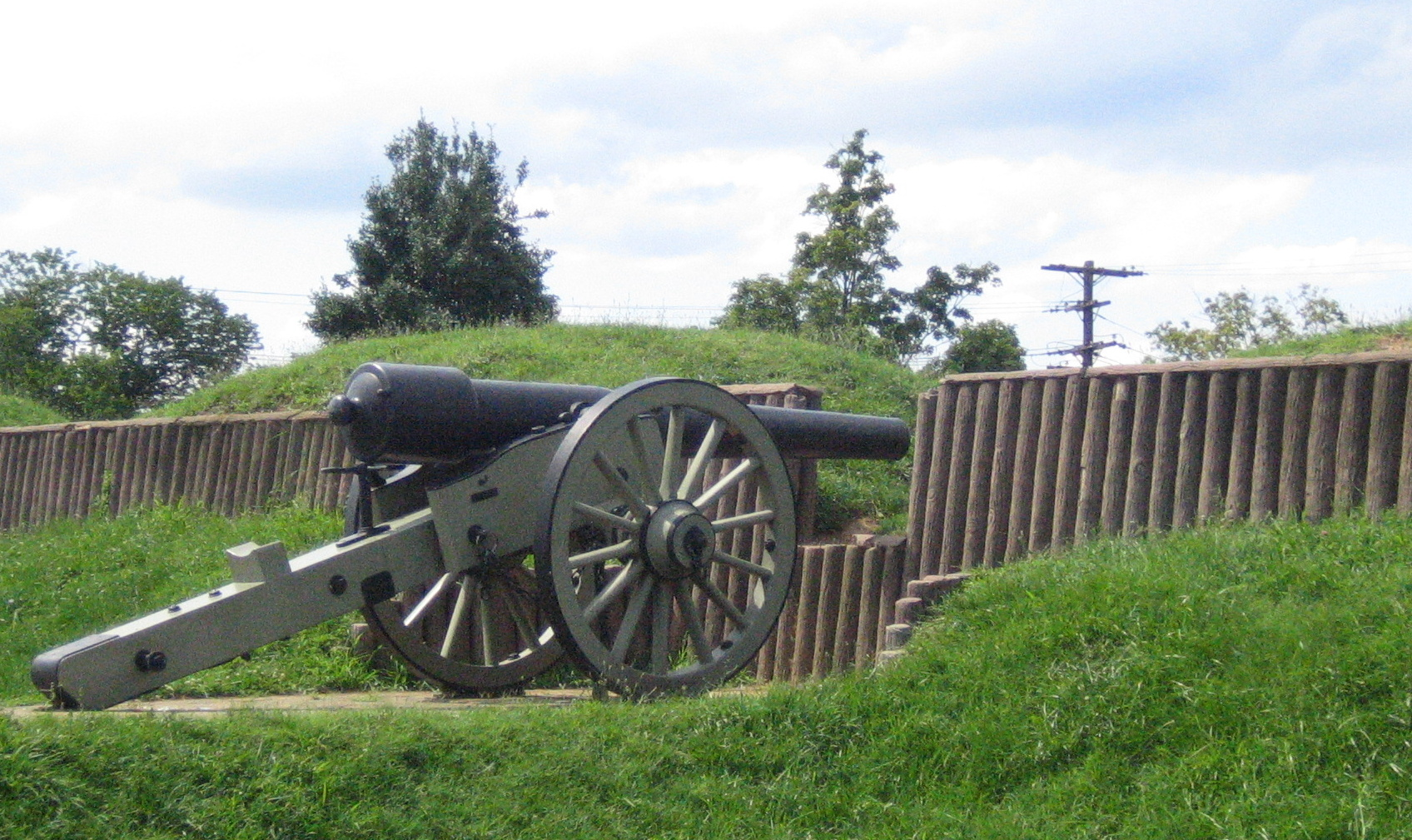
Un canon Parrott.

Robert Parker Parrott (5 octobre 1804 – 24 décembre 1877) est un officier d'artillerie américain. Il introduisit le principe de la rayure des canons aux États-Unis.

## Biographie
Né à Lee (New Hampshire), il était le fils de John Fabyan Parrott. Il sortit diplômé avec mention de l'Académie militaire de West Point, classé 3e de la promotion 1824. Parrott fut affecté au 3e Régiment d'artillerie avec le grade de sous-lieutenant. Il demeura à West Point comme enseignant jusqu'en 1829, puis fut affecté dans une garnison de l'Ouest comme officier de liaison dans la lutte contre les indiens Creek au début de l'année 1836 et enfin fut promu capitaine d'ordonnance et muté à Washington en juillet 1836. Il démissionna de l'armée quatre mois plus tard, pour devenir directeur de la fonderie de canons de West Point à Cold Spring (New York), auquel son nom reste encore attaché. En 1839 il épousa Mary Kemble, nièce du gouverneur Kemble. Il prit avec son frère Peter la direction des hauts-fourneaux Kemble dans le comté d'Orange. Les deux frères rachetèrent un tiers des parts de l'usine à un actionnaire minoritaire en 1837, puis rachetèrent le reste aux Kemble en 1839.
En 1860, il mit au point le canon Parrott, un canon à âme rayée qui fut décliné en plusieurs calibres. Le plus gros de ces canons, un 255 mm capable de tirer des obus de 140 kg (300 livres), pesait 11 800 kg). Les canons Parrott furent parmi les plus utilisés de la guerre de Sécession, aussi bien par les armées de l’Union que des Confédérés.